# Orthoporus clavicollis
Orthoporus clavicollis är en mångfotingart som först beskrevs av Karsch 1881.  Orthoporus clavicollis ingår i släktet Orthoporus och familjen Spirostreptidae. Inga underarter finns listade i Catalogue of Life.